# Agrotis aristifera
Agrotis aristifera là một loài bướm đêm trong họ Noctuidae.